# غزل رنجکش
غزل رنجکش دانشجوی حقوق ۲۱ ساله در بندرعباس که در حال بازگشت به خانه در جریان خیزش ۱۴۰۱ ایران مورد اصابت گلوله قرار گرفت و یک چشمش را از دست داد.
او در پستی اینستاگرامی گفت آخرین تصویری که چشم راستش ثبت کرد لبخند مأمور در لحظه شلیک بود.